# Somebody Else (The 1975)
Somebody Else è un singolo discografico del gruppo musicale inglese The 1975, pubblicato nel 2016 ed estratto dal loro secondo album in studio I Like It When You Sleep, for You Are So Beautiful Yet So Unaware of It.

## Tracce
- Download digitale

1. Somebody Else – 5:47

## Video
Il videoclip della canzone è stato diretto da Tim Mattia.

## Classifiche
| Classifica (2016) | Posizione raggiunta |
| ----------------- | ------------------- |
| Regno Unito       | 55                  |